# John Muller

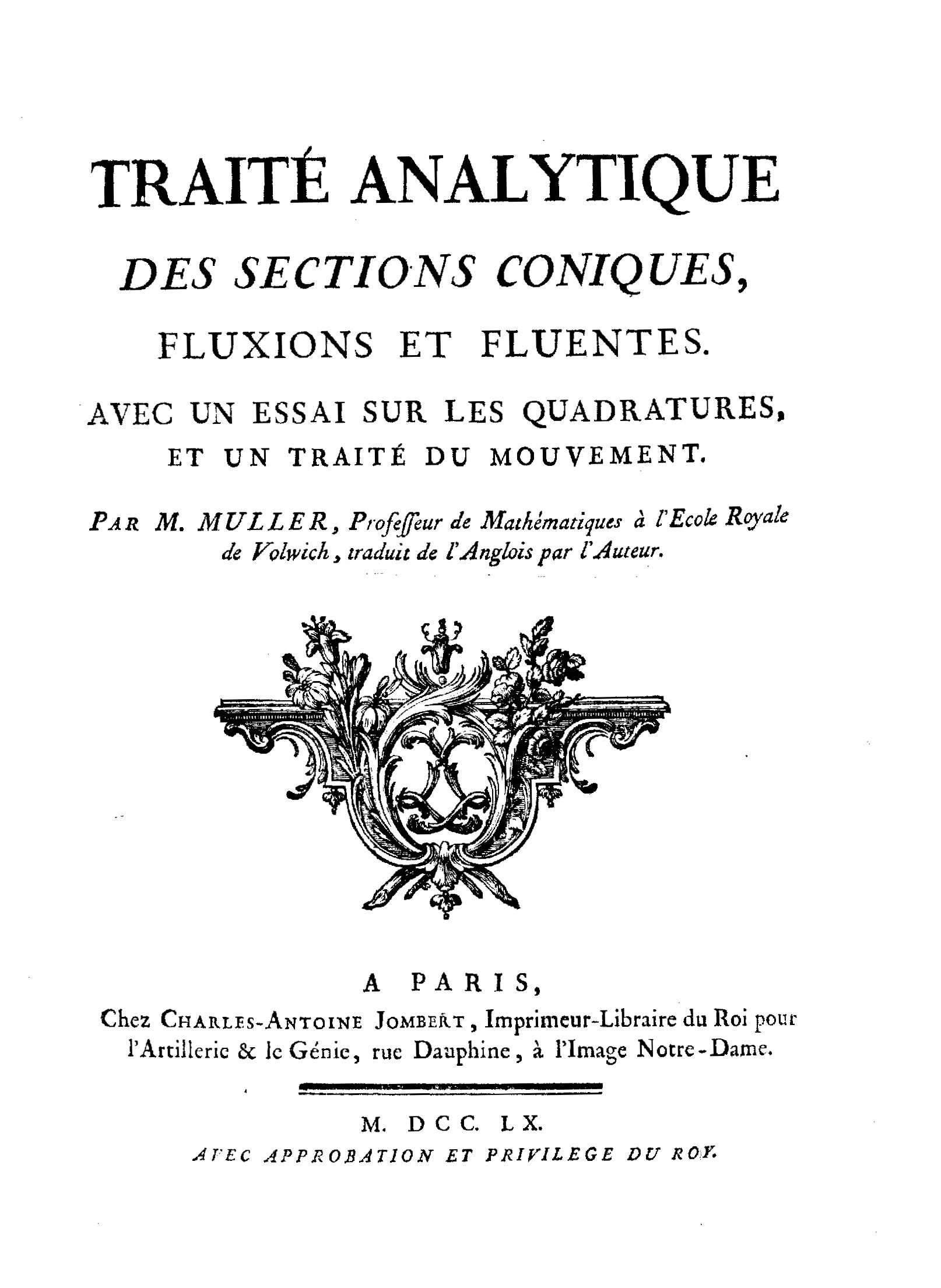
Französische Ausgabe seines Mathematiklehrbuchs über Kegelschnitte und Analysis

John Muller, geboren als Müller (* 1699 in Deutschland; † 1784 in London) war ein deutsch-britischer Mathematiker und Ingenieur.
Über seine Herkunft ist nichts bekannt. Er ging nach London und war Lehrer für Mathematik im Zeichenbüro des Arsenals im Tower von London. 1736 veröffentlichte er ein mathematisches Lehrbuch über Kegelschnitte und Analysis, das im Tower gedruckt wurde und dem Herzog von Argyll und Greenwich gewidmet war, dem das Arsenal unterstellt war. 
1741 wurde er stellvertretender Leiter der neu gegründeten Royal Military Academy Woolwich mit einem Jahresgehalt von 200 Pfund. Nach dem Tod von Martin Folkes 1754 wurde er dessen Nachfolger als Leiter. Allerdings hatte er schon seit 1741 dessen Amtsgeschäfte geführt. Mit Thomas Simpson wandelte er die Akademie in eine Kadettenanstalt. Muller lehrte als Professor für Festungsbau und Artillerie bis zu seiner Pensionierung im September 1766.
Er verfasste mehrere Lehrbücher, die bis ins 19. Jahrhundert an der Akademie benutzt wurden. Sein Entwurf der Blackfriars Bridge mit Robert Mylne war erfolgreich und verwendete statt Halbkreisbögen elliptische Bögen.
Am 29. Dezember 1775 heiratete er Mary Horn in St. Martin-in-the-Fields.
Nach James Boswell war er der akademische Lehrer aller großen Ingenieure, die England über 40 Jahre hervorbrachte (the scholastic father of all the great engineers which this country employed for forty years).

## Schriften
- A Mathematical Treatise Containing a System of Conic-Sections, with the Doctrine of Fluxions and Fluents, London 1736 (französische Ausgabe Paris 1760)
- The Attack and Defence of Fortified Places, 1747
- A Treatise Containing the Elementary Part of Fortification, 1746
- A Treatise Containing the Practical Part of Fortification, 1755
- A Treatise of Artillery, 1757, Neuauflage 1768
- Elements of Mathematics, 1748 (auch als: A System of Mathematics)
- The field engineer of M. le Chevalier de Clairac, translated from the French, with observations and remarks on each chapter. London 1760 (Digitalisat).
- A New System of Mathematics. 1769
- The field engineer of M. le Chevalier de Clairac, translated from the French, with observations and remarks on each chapter. The second edition corrected, with additions. London 1773 (Digitalisat).
- New Elements of Mathematics, or Euclid corrected. 1773